# علی حسن المجید
علی حسن المجید التکریتی (به عربی: علي حسن عبد المجيد التكريتي) (زاده ۳۰ نوامبر ۱۹۴۱ – درگذشته ۲۵ ژانویه ۲۰۱۰) معروف به علی شیمیایی از شخصیت‌های مهم حزب بعث عراق بود. او پسر عموی صدام حسین بود و مدتی وزارت دفاع عراق را به عهده داشت وی به عنوان عضو شورای فرماندهی انقلابی، در تصمیم‌گیری‌های مهم در زمان ریاست‌جمهوری صدام حسین شرکت داشت و مأمور سرکوب شورش‌های منطقه‌ای بود.
او در ماه اوت سال ۲۰۰۳ و در پی اشغال عراق توسط نیروهای آمریکایی دستگیر شد.
وی به دستور صدام سلاح‌های شیمیایی و میکروبی را علیه مردم عراق و ایران به کار گرفت.
وی طبق پرونده قضایی‌اش در سال ۱۹۴۱ در تکریت زاده شده، اما خود او می‌گوید که متولد سال ۱۹۴۴ است.
نخستین بار در ژانویه ۲۰۰۷ به عنوان مسئول حمله شیمیایی به روستای کردنشین حلبچه که به کشته شدن پنج هزار نفر انجامید، به اعدام محکوم شد. او سپس دو بار دیگر به اتهام سرکوب قیام شیعیان پس از حملهٔ عراق به کویت در سال ۱۹۹۱، و نیز به اتهام شرکت در کشتار و آواره کردن شیعیان در سال ۱۹۹۹، به اعدام محکوم شد.
او نهایتاً در ۲۵ ژانویه ۲۰۱۰ اعدام شد.

## جرایم
برخی از جرایم علی حسن المجید:
- نسل‌کشی کردهای عراق که بخشی از آن به قتل و زنده به گور کردن ۱۸۲٬۰۰۰ کرد عراقی در ۱۰۰ روز انجامید.[۸]
- دستور بمباران شیمیایی شهر سردشت در سال ۱۳۶۶
- دستور کشتار ۵٬۰۰۰ کرد در حلبچه به وسیله سلاح‌های شیمیایی در سال ۱۹۸۸ در ادامهٔ عملیات انفال
- شرکت در کشتار و آواره کردن شیعیان در سال ۱۹۹۹
- دست داشتن وی در قتل محمدصادق صدر و دو پسرش توسط سازمان امنیت عراق در فوریه ۱۹۹۹
- سرکوب شورش شیعیان عراق در پی حمله ارتش بعثی به کویت در سال ۱۹۹۱
- قتل ۴۲۶ اسیر ایرانی[۹]

## تدفین
جسد وی در ۲۷ ژانویه در مقبره رهبران نظام سابق عراق دفن شد. مراسم تدفین وی شبانه انجام شد. به گزارش پایگاه خبری الجوار این مراسم با حضور برخی از خویشاوندان وی در منطقه عوجه تکریت برگزار شد. جسد وی را در کنار جسد طه یاسین رمضان، معاون اول صدام حسین دفن کردند.

## یادداشت
1. ↑  ۵ بهمن ۱۳۸۸